# داستان ترسناک آمریکایی: ۱۹۸۴
داستان ترسناک آمریکایی: ۱۹۸۴ (به انگلیسی: American Horror Story: 1984) نام نهمین فصل از مجموعه تلویزیونی آمریکایی متعلق به شبکه اف‌ایکس در سبک وحشت با نام داستان ترسناک آمریکایی است. فصل نهم فضایی شبیه فیلم‌های اسلشر دهه ۸۰ میلادی دارد و داستان آن در یک کمپ تابستانی می‌گذرد.

## داستان
در سال ۱۹۷۰ در کمپ ردوود ، یک کمپ تابستانی در روستاهای کالیفرنیا ، سه مشاور اردوگاه نوجوان در آستانه داشتن یک نفر سه نفره هستند که یک قاتل زنجیره ای آنها را به همراه همه کودکان دیگر در اردوگاه می کشد. در لس آنجلس در سال ۱۹۸۴ ، بروک تامپسون توسط شب اسکلتها مورد حمله قرار گرفتو تصمیم می گیرد برای تابستان از شهر خارج شود و به عنوان مشاور در اردوگاه تازه بازگشایی شده ردوود با دوستان جدیدش مونتانا ، خاویر ، چت و ری کار کند. در راه آنجا ، آنها به یک کوهنورد در جاده حمله می کنند. گروه او را به اردوگاه می برند و در آنجا توسط پرستار اردوگاه ، ریتا ، به او تمایل پیدا می کند. مارگارت بوث ، صاحب اردوگاه ، خود را به مشاوران معرفی می کند و به آنها در محوطه می پردازد. بعداً ، در اطراف آتش سوزی ، مشاوران از ریتا در مورد قتل عام سال ۱۹۷۰ که توسط بنیانگذار ، بنیامین ریشتر ، به نام آقای جینگلز ، انجام شد ، مطلع می شوند. مارگارت نشان می دهد که او تنها بازمانده آن شب بوده است. این گروه همچنین با ترو  ، مدیر فعالیت ها ملاقات می کند ، که بعداً با مونتانا غوطه ور می شود. بروک کوهنورد کشته شده توسط آقای جینگلز را پیدا می کند و از طریق کمپ تعقیب می شود ، اما جسد و ریشتر در هیچ کجا یافت نمی شوند وقتی دیگران تحقیق می کنند. سپس شب اسکلتها  هنگام ورود به کمپ نشان می شود

## بازیگران

### اصلی
- اما رابرتس در نقش بروک تامپسون، دختری که دوستان جدیدش او را تشویق می‌کنند تابستان را در یک کمپ جهنمی بگذراند.
- بیلی لورد در نقش مونتانا دوک، تنها دختر حاضر در جمع مردانهٔ خاویر پیش از آن‌که بروک به آن‌ها بپیوندد.
- لسلی گروسمان در نقش مارگارت بوث، مالک کمپ ردوود و بازمانده از حملهٔ آقای جینگلز.
- کودی فرن در نقش خاویر پلیمپتون، یک مربی ایروبیک که تابستان را به عنوان مشاور در کمپ ردوود می‌گذراند.
- متیو موریسون در نقش ترور کریچنر، مدیر برنامه‌های کمپ ردوود و عاشق مونتانا.
- گاس کنورثی در نقش چت کلَنسی، ورزشکار سابق المپیک و مورد علاقهٔ بروک
- جان کارول لینچ در نقش بنجامین ریکتِر، با نام مستعار «آقای جینگلز»، قاتل و محکوم فراری که علاقه دارد گوش قربانی‌هایش را جمع‌آوری کند.
- آنجلیکا راس در نقش ریتا، پرستار کمپ ردوود.

### دوره‌ای و مهمان
- درون هورتون در نقش ری پاول
- اما میزل در نقش میج، یکی از قربانیان آقای جینگلز
- کت سولکو در نقش هلن، یکی از قربانیان آقای جینگلز
- کانر دونالی در نقش ادی، یکی از قربانیان آقای جینگلز
- دان سوئیزی در نقش ری، صاحب پمپ بنزین نزدیک کمپ ردوود
- لو تیلور پاچی در نقش جوناس، روح یکی از مشاوران سابق کمپ
- تارا کارسیان در نقش سرآشپز برتی
- ارلا بریدی در نقش دکتر کارن هاپل، رئیس تیمارستانی که بنجامین از آنجا گریخته
- میچ پیلگی در نقش آرت، همکار دکتر هاپل
- تاد استاشویک در نقش بلیک، پیشکار سابق خاویر
- استیون کالپ در نقش آقای تامپسون، پدر بروک
- اسپنسر نویل در نقش جو کاوانا، نامزد سابق بروک
- سارا پلسون